# Berzy-le-Sec

Berzy-le-Sec este o comună în departamentul Aisne din nordul Franței. În 1 ianuarie 2020 avea o populație de 380 de locuitori.